# 贝里圣埃德蒙兹 (英国国会选区)
贝里圣埃德蒙兹（英語：Bury St Edmunds），英國國會一郡選區，包括英格蘭東部薩福克郡南部，包括中薩福克一部和贝里圣埃德蒙兹一部。本區1660至1885年之間應選兩席，此後應選一席。
本區自1885年一直支持保守黨。戴维·拉夫利（David Ruffley）在2010年大選中以47.5%選票勝出該區得以繼承。